# De Jongens tegen de Meisjes
De Jongens tegen de Meisjes is een Nederlands spelprogramma dat van 2011 tot 2018 jaarlijks in en rond de maand mei werd uitgezonden op RTL 4 en geproduceerd werd door Talpa Media. Het programma werd op zaterdagavond uitgezonden, behalve in 2018 toen het op zondagavond werd uitgezonden. Het tv-programma werd van 2011 tot 2017 gepresenteerd door Tijl Beckand en Chantal Janzen. In 2018 werd Janzen in verband met haar zwangerschap vervangen door Yolanthe Sneijder-Cabau.
Iedere aflevering nemen twee teams, bestaande uit drie bekende mannen en drie bekende vrouwen het tegen elkaar op. Het mannenteam staat onder leiding van de mannelijke presentator (Beckand), het vrouwenteam staat onder leiding van de vrouwelijke presentator (Janzen, in 2018 Sneijder-Cabau). De teams worden ook bijgestaan door het publiek. Achter het mannenteam zitten honderd mannen, achter het vrouwenteam honderd vrouwen. Tijdens de spellen proberen de teams zo veel mogelijk geld te verdienen, het team dat de finale wint mag dit gehele geldbedrag omzetten in een prijs.
Het programma is vergelijkbaar met M/V en Ik hou van Holland. In de jaren 90 produceerde John de Mol al een programma met de titel De Jongens tegen de Meisjes, gepresenteerd door Peter Jan Rens. Dit programma werd tevens uitgezonden op RTL 4. Sinds 2012 worden in jaren waarin een EK- of WK-voetbal plaatsvindt speciale voetbal-afleveringen uitgezonden. Hiermee vervangt dit programma in deze jaren het programma Ik hou van Holland, dat deze specials tot 2010 uitzond, maar sinds 2013 alleen nog maar in het najaar wordt uitgezonden en niet meer in het voorjaar.
Van 2012 tot 2016 werd de Duitse versie Jungen gegen Mädchen, gepresenteerd door Joachim Llambi en Mirja Boes, uitgezonden op de Duitse zender RTL.

## Spellen
Oude spellen
- Songteksten uitbeelden (seizoen 1)
- De blinde stoelendans (seizoen 1)
- Op tribune zetten (seizoen 2)
- Op het matje (seizoen 2, seizoen 4)

Huidige spellen
- Het dilemma foto-spel (seizoen 1-seizoen 7)
- Op een lijn zetten (seizoen 1-seizoen 7)
- Het letterpakken-spel (seizoen 1-seizoen 7)
- Mannen of vrouwen-spel (seizoen 1-seizoen 7)
- Songteksten uitbeelden met voorwerpen (seizoen 2-seizoen 7)
- Het gat in een foto-spel (seizoen 2-seizoen 7)
- Verboden te lachen (seizoen 3-seizoen 7)
- De glazen helling (seizoen 3-seizoen 7)
- Mondvaardigheids-spel (seizoen 4-seizoen 7)
- Foto box (seizoen 5-seizoen 7)
- Het relatiespel (seizoen 5-seizoen 7)
- Het finalespel (seizoen 1-seizoen 7)
- Het handen en voeten spel (seizoen 6-seizoen 7)
- Pas op je woorden (seizoen 6-seizoen 7)
- Uitbeelden met poppen (seizoen 6-seizoen 7)
- 2 in 1 (seizoen 6-seizoen 7)

## Seizoen 1
Het eerste seizoen van De Jongens tegen de Meisjes werd uitgezonden van 21 mei 2011 tot en met 25 juni 2011 en telde zes afleveringen. Seizoen 1 werd elke zaterdagavond uitgezonden tussen 20.30 en 22.00 uur. De vaste teamcaptain van het mannenteam was Tijl Beckand, het team van de vrouwen stond onder leiding van Chantal Janzen. De eerste aflevering trok 1.622.000 kijkers.

### Gasten
| Nr. | Uitzenddatum | Team         | BN'ers                | BN'ers               | BN'ers                 | Kijkcijfers |
| --- | ------------ | ------------ | --------------------- | -------------------- | ---------------------- | ----------- |
| 1   | 21 mei 2011  | Team Tijl    | John van den Heuvel   | Carlo Boszhard       | Winston Gerschtanowitz | 1.622.000   |
| 1   | 21 mei 2011  | Team Chantal | Kim-Lian van der Meij | Irene Moors          | Renate Verbaan         | 1.622.000   |
| 2   | 28 mei 2011  | Team Tijl    | Johnny de Mol         | Guido Weijers        | Bastiaan Ragas         | 1.439.000   |
| 2   | 28 mei 2011  | Team Chantal | Sara Kroos            | Stacey Rookhuizen    | Tooske Ragas           | 1.439.000   |
| 3   | 4 juni 2011  | Team Tijl    | Dennis Weening        | Dennis van der Geest | Sam Gooris             | 1.309.000   |
| 3   | 4 juni 2011  | Team Chantal | Nicolette van Dam     | Saar Koningsberger   | Kelly Pfaff            | 1.309.000   |
| 4   | 11 juni 2011 | Team Tijl    | Nick Schilder         | Simon Keizer         | Jos Sloot              | 1.559.000   |
| 4   | 11 juni 2011 | Team Chantal | Ellen ten Damme       | Katja Schuurman      | Dycke van der Wal      | 1.559.000   |
| 5   | 18 juni 2011 | Team Tijl    | Leco van Zadelhoff    | Rick Brandsteder     | Jim Bakkum             | 1.857.000   |
| 5   | 18 juni 2011 | Team Chantal | Estelle Gullit        | Quinty Trustfull     | Bettina Holwerda       | 1.857.000   |
| 6   | 25 juni 2011 | Team Tijl    | Wilfred Genee         | Huub Stapel          | Lange Frans            | 1.473.000   |
| 6   | 25 juni 2011 | Team Chantal | Daphne Deckers        | Froukje de Both      | Daniëlle van Aalderen  | 1.473.000   |

### Winnaars
Het verdiende geld van het winnende team wordt omgezet in een prijs die de BN'ers en het publiek van het winnende team meekrijgen naar huis. Een overzicht van de prijzen in het eerste seizoen:
- Aflevering 1: Het team van Chantal, € 15.000.
- Aflevering 2: Het team van Chantal, € 20.000.
- Aflevering 3: Het team van Tijl, € 12.500.
- Aflevering 4: Het team van Tijl, € 12.500.
- Aflevering 5: Het team van Tijl, € 7.500.
- Aflevering 6: Het team van Chantal, € 17.500.

Tijl (mannen) - Chantal (vrouwen): 3-3

## Seizoen 2
Het tweede seizoen van De Jongens tegen de Meisjes werd uitgezonden van 21 april tot en met 2 juni 2012. Er stond zeven afleveringen gepland op de zaterdagavond van RTL 4. De vaste teamcaptain van het mannenteam is opnieuw Tijl Beckand, het team van de vrouwen staat wederom onder leiding van Chantal Janzen.

### Gasten
| Nr. | Uitzenddatum                   | Team         | BN'ers            | BN'ers               | BN'ers              | Kijkcijfers |
| --- | ------------------------------ | ------------ | ----------------- | -------------------- | ------------------- | ----------- |
| 1   | 21 april 2012                  | Team Tijl    | Jamai Loman       | Robert de Hoog       | Jeroen Nieuwenhuize | 1.717.000   |
| 1   | 21 april 2012                  | Team Chantal | Georgina Verbaan  | Keet!                | Natasja Froger      | 1.717.000   |
| 2   | 28 april 2012                  | Team Tijl    | René van Kooten   | Thomas Berge         | Danny de Munk       | 1.485.000   |
| 2   | 28 april 2012                  | Team Chantal | Lieke van Lexmond | Patty Brard          | Jenny de Munk       | 1.485.000   |
| 3   | 5 mei 2012                     | Team Tijl    | Ferry Doedens     | Koert-Jan de Bruijn  | Charly Luske        | 1.634.000   |
| 3   | 5 mei 2012                     | Team Chantal | Jelka van Houten  | Birgit Schuurman     | Tanja Jess          | 1.634.000   |
| 4   | 12 mei 2012                    | Team Tijl    | Ruud Feltkamp     | Tygo Gernandt        | Wolter Kroes        | 1.636.000   |
| 4   | 12 mei 2012                    | Team Chantal | Mariska van Kolck | Paulien Huizinga     | Tessa Kroes         | 1.636.000   |
| 5   | 19 mei 2012                    | Team Tijl    | John Williams     | Ruben van der Meer   | Frederik Brom       | 1.103.000   |
| 5   | 19 mei 2012                    | Team Chantal | Babette van Veen  | Lisa Lois            | Nienke Römer        | 1.103.000   |
| 6   | 26 mei 2012                    | Team Tijl    | Gers Pardoel      | Patrick Martens      | Guido Spek          | 1.042.000   |
| 6   | 26 mei 2012                    | Team Chantal | Britt Dekker      | Krystl               | Anouk Smulders      | 1.042.000   |
| 7   | 2 juni 2012 EK Voetbal-special | Team Tijl    | Richard Witschge  | Pierre van Hooijdonk | Dick Jol            | 1.095.000   |
| 7   | 2 juni 2012 EK Voetbal-special | Team Chantal | Sanne Hoogkamer   | Estelle Gullit       | Winonah de Jong     | 1.095.000   |

### Winnaars
Het verdiende geld van het winnende team wordt omgezet in een bepaalde prijs die de BN'ers en het publiek van het winnende team mee mogen nemen naar huis. Een overzicht van de winnaars in het tweede seizoen:
- Aflevering 1: Team Chantal, € 21.000.
- Aflevering 2: Team Tijl, € 12.000.
- Aflevering 3: Team Tijl, € 9.000.
- Aflevering 4: Team Chantal, € 12.000.
- Aflevering 5: Team Chantal, € 21.000.
- Aflevering 6: Team Chantal, € 21.000.
- Aflevering 7: Team Tijl, € 15.000.

Tijl (mannen) - Chantal (vrouwen): 3-4

## Seizoen 3
Het derde seizoen van De Jongens tegen de Meisjes werd uitgezonden van 4 mei tot en met 15 juni 2013. Tijl Beckand zou opnieuw vaste teamcaptain zijn van het jongensteam. Ook Chantal Janzen was dit seizoen weer de vaste teamcaptain van de meisjes.

### Gasten
| Nr. | Uitzenddatum | Team         | BN'ers               | BN'ers               | BN'ers               | Kijkcijfers |
| --- | ------------ | ------------ | -------------------- | -------------------- | -------------------- | ----------- |
| 1   | 4 mei 2013   | Team Tijl    | Kees Tol             | Dennis van der Geest | Thomas Berge         | 1.582.000   |
| 1   | 4 mei 2013   | Team Chantal | Zarayda Groenhart    | Inge de Bruijn       | Myrthe Mylius        | 1.582.000   |
| 2   | 11 mei 2013  | Team Tijl    | Gerard Ekdom         | Caspar Bürgi         | Jaap Reesema         | 1.378.000   |
| 2   | 11 mei 2013  | Team Chantal | Patricia Paay        | Glennis Grace        | Kim Kötter           | 1.378.000   |
| 3   | 18 mei 2013  | Team Tijl    | Kraantje Pappie      | Ernst Daniël Smid    | Robert Minderhoud    | 928.000     |
| 3   | 18 mei 2013  | Team Chantal | Josje Huisman        | Rosalie van Breemen  | Shana Dolphen        | 928.000     |
| 4   | 25 mei 2013  | Team Tijl    | Mark van Eeuwen      | Fred van Leer        | Robert Schoemacher   | 1.062.000   |
| 4   | 25 mei 2013  | Team Chantal | Marly van der Velden | Fajah Lourens        | Claudia Schoemacher  | 1.062.000   |
| 5   | 1 juni 2013  | Team Tijl    | Sander Janson        | Xander de Buisonjé   | Michael Mendoza      | 1.419.000   |
| 5   | 1 juni 2013  | Team Chantal | Heleen van Royen     | Do                   | Kim Feenstra         | 1.419.000   |
| 6   | 8 juni 2013  | Team Tijl    | Yes-R                | Robert ten Brink     | Michael van der Plas | 1.046.000   |
| 6   | 8 juni 2013  | Team Chantal | Sabine Uitslag       | Jasmine Sendar       | Samantha de Jong     | 1.046.000   |
| 7   | 15 juni 2013 | Team Tijl    | Dirk Zeelenberg      | Bob de Jong          | Winston Post         | 1.165.000   |
| 7   | 15 juni 2013 | Team Chantal | Nance Coolen         | Judith Osborn        | Denise van Rijswijk  | 1.165.000   |

### Winnaars
Het verdiende geld van het winnende team wordt ook dit seizoen omgezet in een bepaalde prijs (waardebonnen voor 'Men At Work' of 'BCC') die de BN'ers en het publiek van het winnende team mee mogen nemen naar huis. Een overzicht van de prijzen in het derde seizoen:
- Aflevering 1: Team Tijl, € 15.000.
- Aflevering 2: Team Chantal, € 12.500.
- Aflevering 3: Team Tijl, € 15.000.
- Aflevering 4: Team Chantal, € 7.500.
- Aflevering 5: Team Chantal, € 10.000.
- Aflevering 6: Team Tijl, € 10.000.
- Aflevering 7: Team Tijl, € 5.000.

Tijl (mannen) - Chantal (vrouwen): 4-3

## Seizoen 4
Het vierde seizoen van De Jongens tegen de Meisjes werd uitgezonden van 19 april tot en met 7 juni 2014. Tijl Beckand zou opnieuw vaste teamcaptain zijn van het jongensteam. Ook Chantal Janzen was dit seizoen weer de vaste teamcaptain van de meisjes.

### Gasten
| Nr. | Uitzenddatum                   | Team         | BN'ers             | BN'ers             | BN'ers              | Kijkcijfers |
| --- | ------------------------------ | ------------ | ------------------ | ------------------ | ------------------- | ----------- |
| 1   | 19 april 2014                  | Team Tijl    | Jeffrey Wammes     | Teun Kuilboer      | Oren Schrijver      | 1.021.000   |
| 1   | 19 april 2014                  | Team Chantal | Tess Milne         | Froukje de Both    | Céline Purcell      | 1.021.000   |
| 2   | 26 april 2014                  | Team Tijl    | Eddy Zoëy          | René Froger        | Dré Hazes           | 1.175.000   |
| 2   | 26 april 2014                  | Team Chantal | Edith Bosch        | Loretta Schrijver  | Roxeanne Hazes      | 1.175.000   |
| 3   | 3 mei 2014                     | Team Tijl    | Bas Muijs          | Jamai Loman        | Andy van der Meijde | 1.439.000   |
| 3   | 3 mei 2014                     | Team Chantal | Sharon Doorson     | Angela Groothuizen | Melisa Schaufeli    | 1.439.000   |
| 4   | 10 mei 2014                    | Team Tijl    | Beau Schneider     | Ramon Beuk         | Frans Duijts        | 884.000     |
| 4   | 10 mei 2014                    | Team Chantal | Dyanne Beekman     | Quinty Trustfull   | Nicolette Kluijver  | 884.000     |
| 5   | 17 mei 2014                    | Team Tijl    | William Spaaij     | Remy Bonjasky      | Mike Weerts         | 1.017.000   |
| 5   | 17 mei 2014                    | Team Chantal | Ellemieke Vermolen | Liza Sips          | Victoria Koblenko   | 1.017.000   |
| 6   | 24 mei 2014                    | Team Tijl    | Roy Donders        | Roué Verveer       | Maik de Boer        | 1.030.000   |
| 6   | 24 mei 2014                    | Team Chantal | Gigi Ravelli       | Sylvia Geersen     | Tatum Dagelet       | 1.030.000   |
| 7   | 31 mei 2014                    | Team Tijl    | Freek Bartels      | Frits Sissing      | Tim Douwsma         | 732.000     |
| 7   | 31 mei 2014                    | Team Chantal | Zimra Geurts       | Euvgenia Parakhina | Monique Smit        | 732.000     |
| 8   | 7 juni 2014 WK Voetbal-special | Team Tijl    | John de Wolf       | John van den Brom  | Jack Spijkerman     | 852.000     |
| 8   | 7 juni 2014 WK Voetbal-special | Team Chantal | Olcay Gulsen       | Daphne Koster      | Barbara Barend      | 852.000     |

### Winnaars
Het verdiende geld van het winnende team wordt ook dit seizoen omgezet in een bepaalde prijs die de BN'ers en het publiek van het winnende team mee mogen nemen naar huis. Een overzicht van de prijzen in het vierde seizoen:
- Aflevering 1: Team Chantal, € 12.500.
- Aflevering 2: Team Tijl, € 7.500.
- Aflevering 3: Team Chantal, € 7.500.
- Aflevering 4: Team Tijl, € 10.000.
- Aflevering 5: Team Chantal, € 7.500.
- Aflevering 6: Team Chantal, € 7.500.
- Aflevering 7: Team Tijl, € 12.500.
- Aflevering 8: Team Tijl, € 7.500.

Tijl (mannen) - Chantal (vrouwen): 4-4

## Seizoen 5
Het vijfde seizoen van De Jongens tegen de Meisjes werd uitgezonden vanaf 30 mei 2015. Tijl Beckand en Chantal Janzen waren opnieuw vaste teamcaptains. Dit seizoen werd het programma uitgezonden van 20:00 tot 21:30.

### Gasten
| Nr. | Uitzenddatum                                     | Team         | BN'ers              | BN'ers              | BN'ers             | Kijkcijfers |
| --- | ------------------------------------------------ | ------------ | ------------------- | ------------------- | ------------------ | ----------- |
| 1   | 30 mei 2015                                      | Team Tijl    | Timor Steffens      | Ruben Nicolai       | Viktor Brand       | 1.315.000   |
| 1   | 30 mei 2015                                      | Team Chantal | Ranomi Kromowidjojo | Lone van Roosendaal | Vivian Slingerland | 1.315.000   |
| 2   | 6 juni 2015                                      | Team Tijl    | Rick Brandsteder    | Rico Verhoeven      | Jochem van Gelder  | 946.000     |
| 2   | 6 juni 2015                                      | Team Chantal | Do                  | Leona Philippo      | Yvonne Coldeweijer | 946.000     |
| 3   | 13 juni 2015                                     | Team Tijl    | Pim Wessels         | John Williams       | Bastiaan Ragas     | 987.000     |
| 3   | 13 juni 2015                                     | Team Chantal | Pip Pellens         | Esmée van Kampen    | Tooske Ragas       | 987.000     |
| 4   | 27 juni 2015                                     | Team Tijl    | Patrick Martens     | Howard Komproe      | Dennis Weening     | 775.000     |
| 4   | 27 juni 2015                                     | Team Chantal | Patricia Paay       | Christina Curry     | Nance Coolen       | 775.000     |
| 5   | 13 mei 2017 (Werd tijdens seizoen 6 uitgezonden) | Team Tijl    | Manuel Broekman     | Géza Weisz          | Ferri Somogyi      | 842.000     |
| 5   | 13 mei 2017 (Werd tijdens seizoen 6 uitgezonden) | Team Chantal | Estelle Cruijff     | Helga van Leur      | Anne-Marie Jung    | 842.000     |

### Winnaars
Het verdiende geld van het winnende team wordt ook dit seizoen omgezet in een bepaalde prijs die de BN'ers en het publiek van het winnende team mee mogen nemen naar huis. Een overzicht van de prijzen in het vijfde seizoen:
- Aflevering 1: Team Chantal, € 12.500
- Aflevering 2: Team Chantal, € 12.500
- Aflevering 3: Team Tijl, € 12.500
- Aflevering 4: Team Tijl, € 12.500
- Aflevering 5: Team Chantal, € 7.500

Tijl (mannen) - Chantal (vrouwen): 2-3

## Seizoen 6
Het zesde seizoen van De Jongens tegen de Meisjes werd uitgezonden vanaf 29 april 2017. Tijl Beckand en Chantal Janzen waren opnieuw vaste teamcaptains. Dit seizoen werd het programma uitgezonden van 20:00 tot 21:30.

### Gasten
| Nr. | Uitzenddatum  | Team         | BN'ers                 | BN'ers              | BN'ers             | Kijkcijfers |
| --- | ------------- | ------------ | ---------------------- | ------------------- | ------------------ | ----------- |
| 1   | 29 april 2017 | Team Tijl    | Dave Roelvink          | Brownie Dutch       | Manuel Venderbos   | 1.135.000   |
| 1   | 29 april 2017 | Team Chantal | Kim-Lian van der Meij  | Soundos El Ahmadi   | Shelly Sterk       | 1.135.000   |
| 2   | 6 mei 2017    | Team Tijl    | Martijn Fischer        | Jaap Stockmann      | Giel de Winter     | 896.000     |
| 2   | 6 mei 2017    | Team Chantal | Leonie ter Braak       | Paulien Huizinga    | Daphne Deckers     | 896.000     |
| 3   | 20 mei 2017   | Team Tijl    | Kjeld Nuis             | Soy Kroon           | Achmed Akkabi      | 931.000     |
| 3   | 20 mei 2017   | Team Chantal | Gaby Blaaser           | Holly Mae Brood     | Manon Meijers      | 931.000     |
| 4   | 27 mei 2017   | Team Tijl    | Tim Douwsma            | Lange Frans         | Buddy Vedder       | 844.000     |
| 4   | 27 mei 2017   | Team Chantal | Natasja Froger         | Amara Onwuka        | Robin Martens      | 844.000     |
| 5   | 3 juni 2017   | Team Tijl    | Rick Paul van Mulligen | JayJay Boske        | Jim Bakkum         | 640.000     |
| 5   | 3 juni 2017   | Team Chantal | Sofie van den Enk      | Bertie Steur        | Bettina Holwerda   | 640.000     |
| 6   | 10 juni 2017  | Team Tijl    | Kaj van der Voort      | Ruud Feltkamp       | Leco van Zadelhoff | 694.000     |
| 6   | 10 juni 2017  | Team Chantal | Toprak Yalçiner        | Maan de Steenwinkel | Stijn Fransen      | 694.000     |

### Winnaars
Het verdiende geld van het winnende team wordt ook dit seizoen omgezet in een bepaalde prijs die de BN'ers en het publiek van het winnende team mee mogen nemen naar huis. Een overzicht van de prijzen in het zesde seizoen:
- Aflevering 1: Team Chantal, € 15.000
- Aflevering 2: Team Chantal, € 5.000
- Aflevering 3: Team Tijl, € 12.500
- Aflevering 4: Team Tijl, € 7.500
- Aflevering 5: Team Tijl, € 15.000
- Aflevering 6: Team Tijl, € 10.000

Tijl (mannen) - Chantal (vrouwen): 4-2

## Seizoen 7
Het zevende seizoen van De Jongens tegen de Meisjes werd uitgezonden vanaf zondag 22 april 2018 tussen 20:00 en 21:30 uur. Tijl Beckand was opnieuw vaste teamcaptain. Dit seizoen werd Chantal Janzen vanwege haar zwangerschapsverlof vervangen door Yolanthe Sneijder-Cabau.

### Gasten
| Nr. | Uitzenddatum  | Team          | BN'ers                  | BN'ers                  | BN'ers              | Kijkcijfers |
| --- | ------------- | ------------- | ----------------------- | ----------------------- | ------------------- | ----------- |
| 1   | 22 april 2018 | Team Tijl     | Kay Greidanus           | Klaas van der Eerden    | Michael de Roos     | 700.000     |
| 1   | 22 april 2018 | Team Yolanthe | Geraldine Kemper        | Imanuelle Grives        | Loes Haverkort      | 700.000     |
| 2   | 29 april 2018 | Team Tijl     | Ferry Doedens           | Carlos Platier Luna     | Gijs Staverman      | 738.000     |
| 2   | 29 april 2018 | Team Yolanthe | Carolien Spoor          | Olcay Gulsen            | Famke Louise        | 738.000     |
| 3   | 6 mei 2018    | Team Tijl     | Remy Bonjasky           | Leo Alkemade            | Tommie Christiaan   | 494.000     |
| 3   | 6 mei 2018    | Team Yolanthe | Nicolette Kluijver      | Miljuschka Witzenhausen | Vajèn van den Bosch | 494.000     |
| 4   | 13 mei 2018   | Team Tijl     | Steven Brunswijk        | Fred van Leer           | Klaas van Kruistum  | 655.000     |
| 4   | 13 mei 2018   | Team Yolanthe | Maartje van de Wetering | Carolina Dijkhuizen     | Eva Koreman         | 655.000     |
| 5   | 20 mei 2018   | Team Tijl     | Jasper Demollin         | Domien Verschuuren      | Urvin Monte         | 454.000     |
| 5   | 20 mei 2018   | Team Yolanthe | Marlijn Weerdenburg     | Airen Mylene            | Britt Scholte       | 454.000     |
| 6   | 27 mei 2018   | Team Tijl     | Janice                  | Hugo Kennis             | Tino Martin         | 475.000     |
| 6   | 27 mei 2018   | Team Yolanthe | Berget Lewis            | Gwen van Poorten        | Monica Geuze        | 475.000     |

### Winnaars
- Aflevering 1: Team Yolanthe, €7.500
- Aflevering 2: Team Tijl, €15.000
- Aflevering 3: Team Yolanthe, €15.000
- Aflevering 4: Team Tijl, €5.000
- Aflevering 5: Team Yolanthe, €15.000
- Aflevering 6: Team Tijl, €10.000

Tijl (mannen) - Yolanthe (vrouwen): 3-3

## Trivia
- Het spel "Uitbeelden met poppen" is door Identity Games uitgebracht als gezelschapsspel onder de naam Who's the dude, zodat mensen dit ook thuis kunnen spelen met behulp van een opblaasbare pop(dude).